# Nek (album)
Nek è il primo album dell'omonimo cantautore italiano, pubblicato nel 1992 dalla Fonit Cetra.

## Tracce
1. Amico mio – 4:49 (testo: Filippo Neviani, Giuseppe Isgrò – musica: Nek)
2. Sogni miei – 4:15 (testo: Nek, Massimo Varini – musica: Nek, Giuseppe Isgrò, Massimo Varini)
3. Amami – 3:52 (testo: Antonio Verrascina, Massimo Varini, Nek – musica: Nek)
4. Rimani qui – 4:37 (testo: Giuseppe Isgrò, Nek, Mario Neri – musica: Nek)
5. Reggae Rock – 3:39 (testo: Massimo Varini, Nek – musica: Nek)
6. Uomini fragili – 4:00 (testo: Massimo Varini, Nek – musica: Nek)
7. Valery – 4:34 (testo: Mario Neri, Massimo Varini, Nek – musica: Dino Melotti)
8. Il monte – 3:50 (Nek)
9. Manager – 4:05 (testo: Massimo Varini, Nek – musica: Nek)
10. Stai con me – 3:26 (testo: Antonio Verrascina, Massimo Varini, Nek – musica: Massimo Varini, Nek)

## Formazione
- Nek – voce, chitarra ritmica, basso
- Giuseppe Isgrò – tastiera, programmazione
- Massimo Sutera – basso
- Mauro Gherardi – batteria
- Claudio Govi – percussioni
- Massimo Varini – chitarra acustica, chitarra elettrica, programmazione, tastiera, mandolino, percussioni, cori
- Serenella Occhipinti – cori